# Acanthoplus
Acanthoplus is een geslacht van rechtvleugeligen uit de familie sabelsprinkhanen (Tettigoniidae). De wetenschappelijke naam van dit geslacht is voor het eerst geldig gepubliceerd in 1873 door Stål.

## Soorten
Het geslacht Acanthoplus omvat de volgende soorten:
- Acanthoplus discoidalis Walker, 1869
- Acanthoplus innotatus Karny, 1928
- Acanthoplus longipes Charpentier, 1845
- Acanthoplus speiseri Brancsik, 1896
- Acanthoplus weidneri Irish, 1992